# Blockhusudden
 (octobre 2017).
Si vous disposez d'ouvrages ou d'articles de référence ou si vous connaissez des sites web de qualité traitant du thème abordé ici, merci de compléter l'article en donnant les références utiles à sa vérifiabilité et en les liant à la section « Notes et références ».
Blockhusudden est la pointe est de l'île de Djurgården à Stockholm. Ce lieu tire son nom de « blockhus » signifiant fort, fortification, et de « udden » signifiant la pointe, le cap. 
Blockhusudden est bordé au nord et à l'est par Lilla Värtan. Sur le côté sud, passe le chenal de Stockholm.

## L'histoire

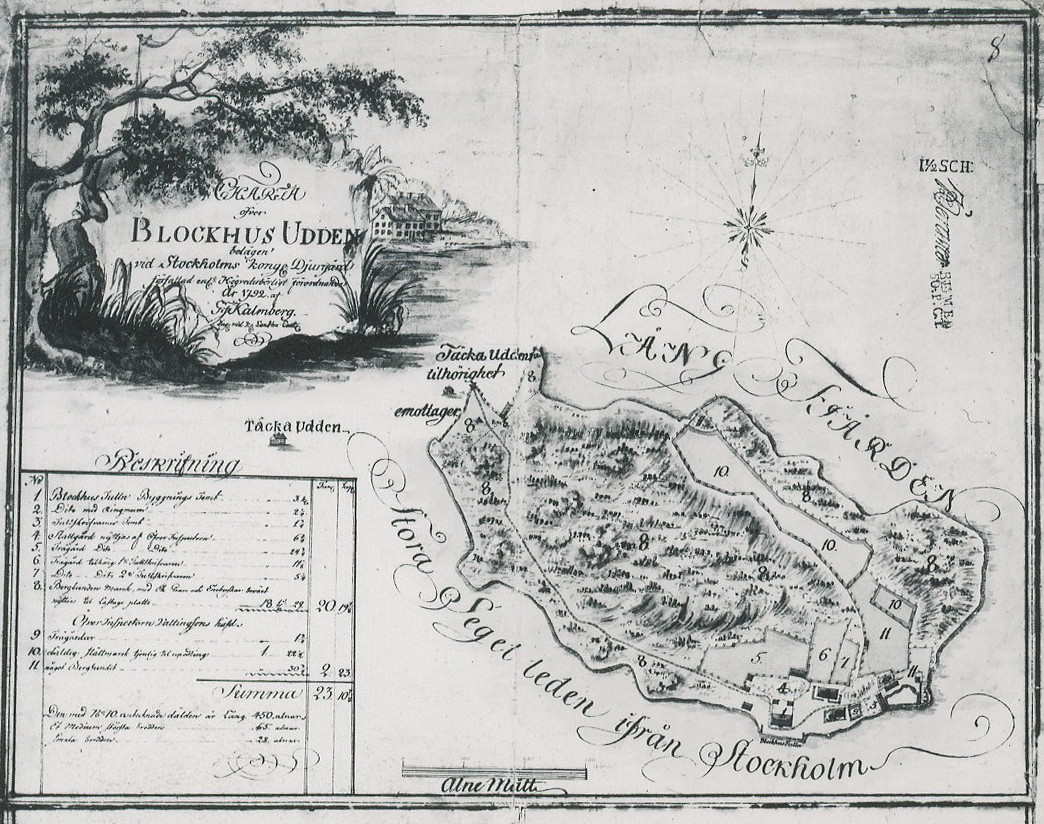
Carte de Blockhusudden, 1792.

Au Moyen Âge, Blockhusudden est une île cernée par les eaux de la Baltique. Son rattachement à Djugården est la conséquence du rebond post-glacière.
Sur le détroit qui relie aujourd'hui Blockhusudden à Djurgården se trouve la Galerie Thiel.
Cette île devenue pointe a toujours eu une grande importance stratégique. Son positionnement en faisant un point de passage obligé à l'entrée de Stockholm pour tous les navires arrivant de la Baltique. La villa Eolslund situé à son sommet accueillait autrefois un feu d'alarme destiné à prévenir les habitants de Stockholm d'un danger imminent. Des feux d'alarme similaires étaient installés à Kungshatt, Brunkeberg et Björkö.
À l'époque de Gustave Ier Vasa, un fortin militaire se situait déjà à cet endroit et au début du XVIIe siècle fut édifié le poste de douane encore visible sur le versant Sud de la pointe.

## Les bâtiments
Le poste de douanes était le seul bâtiment de Blockhusudden jusqu'au début du XIXe siècle. L'un des premiers habitants fut J. C. Middendorff, qui en 1806 asquis une grande parcelle de terrain mais y construisit un logement de taille modeste. Sur les hauteurs de Blockhusudden s'installa Ernest Thiel, un banquier et collectionneur d'art qui construisit en 1905 la Villa Eolskulle plus connue sous le nom de Galerie Thiel dessinée par l'architecte Ferdinand Boberg.
La partie orientale de Blockhusudden est appelée Plommonbacken et compte de nombreuses maisons de campagne construites aux XVIIIe et XIXe siècles. 
Sur le promontoire, on trouve aussi l'été le Café Blockhusporten qui offre une vue imprenable surNacka Strand. 
Au large de Blockhusudden, au milieu du chenal de Stockholm, se trouve un phare qui en 1912 fut équipé par Gustaf Dalén d'une vanne solaire, invention qui lui valut le prix Nobel de physique. Le phare fonctionne aujourd'hui à l'électricité.
Au-delà de la pointe, on voit le phare de Blockhusudden.

## Images

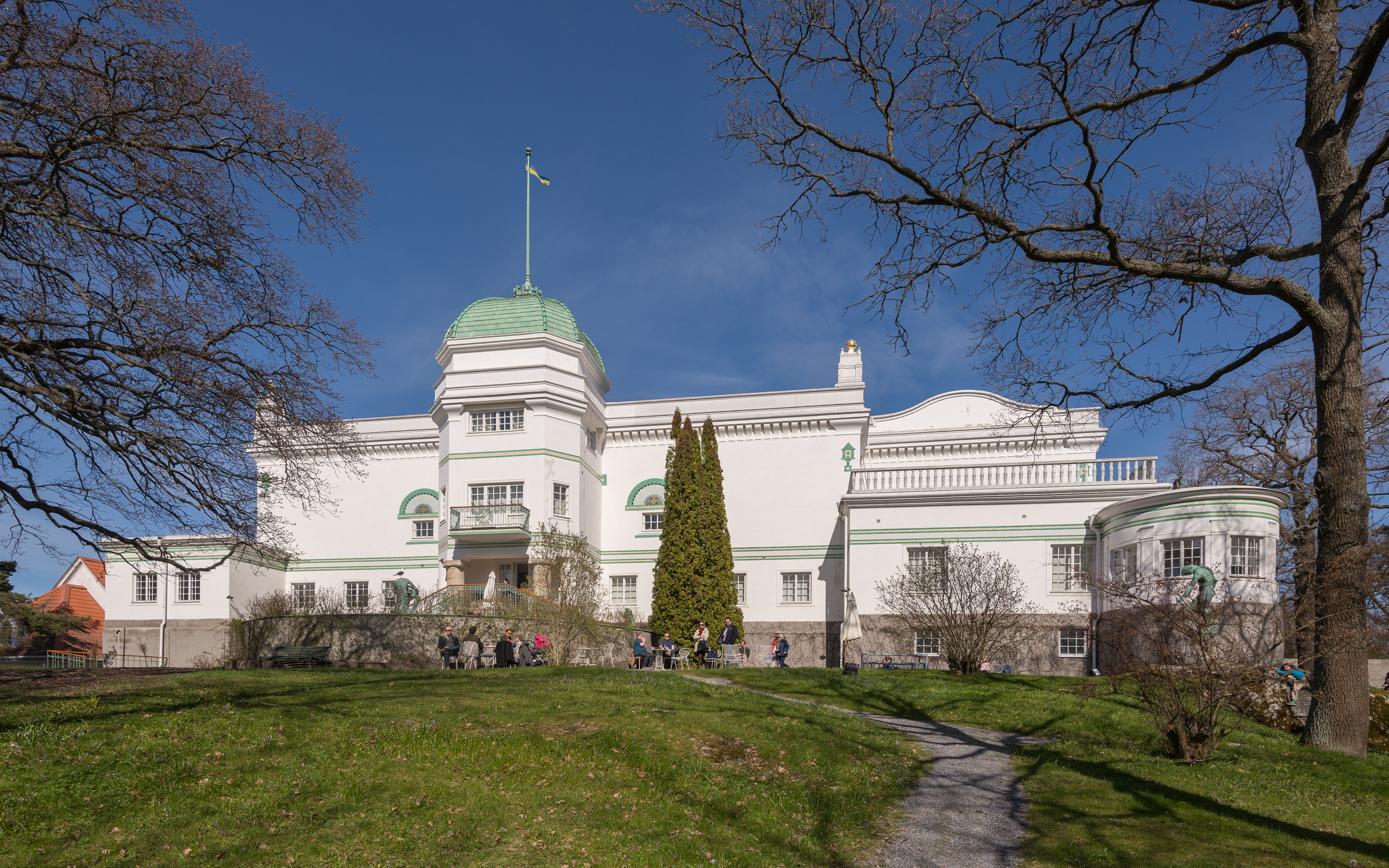
Linley Sambourne House
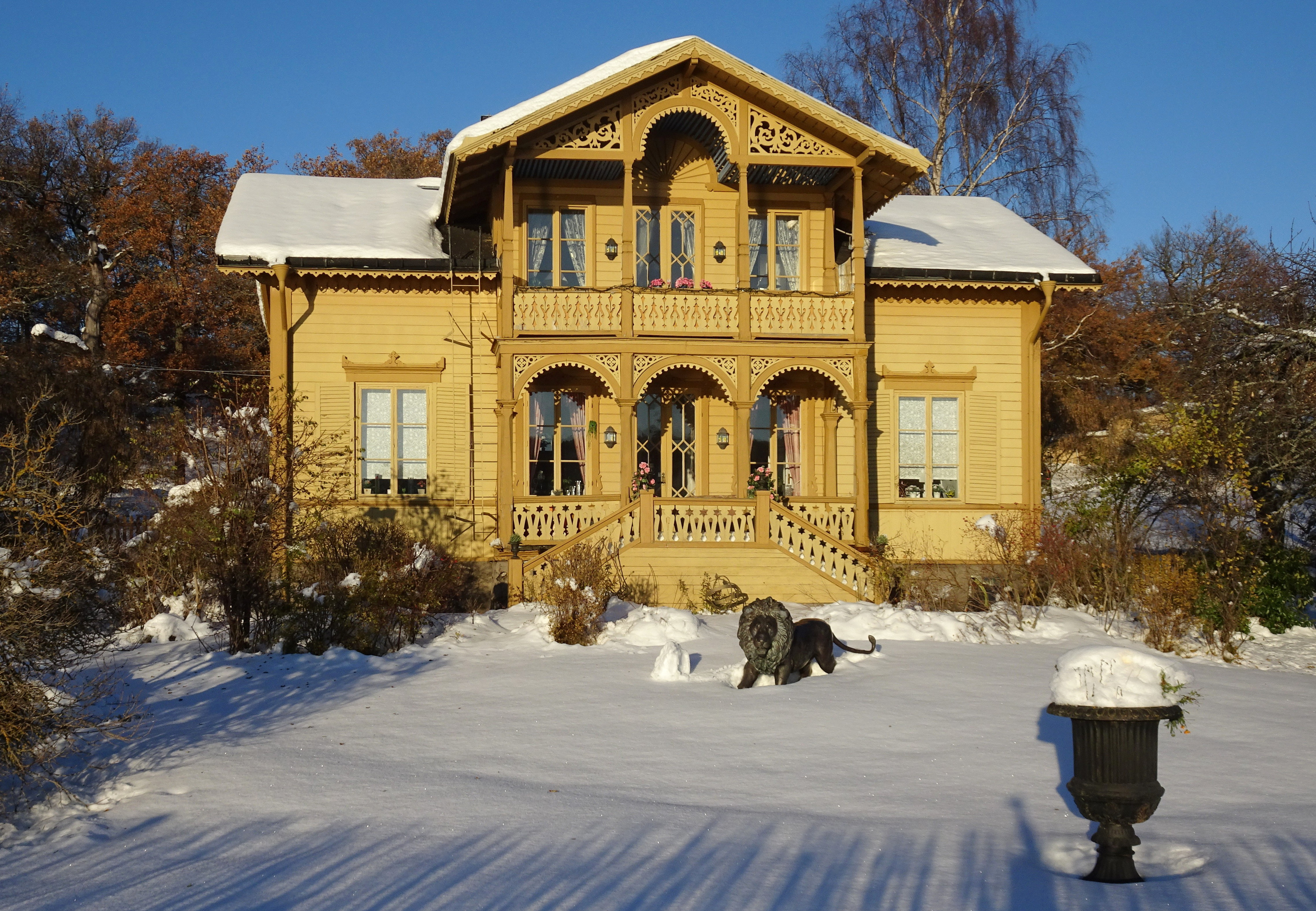
Villa Eolslund
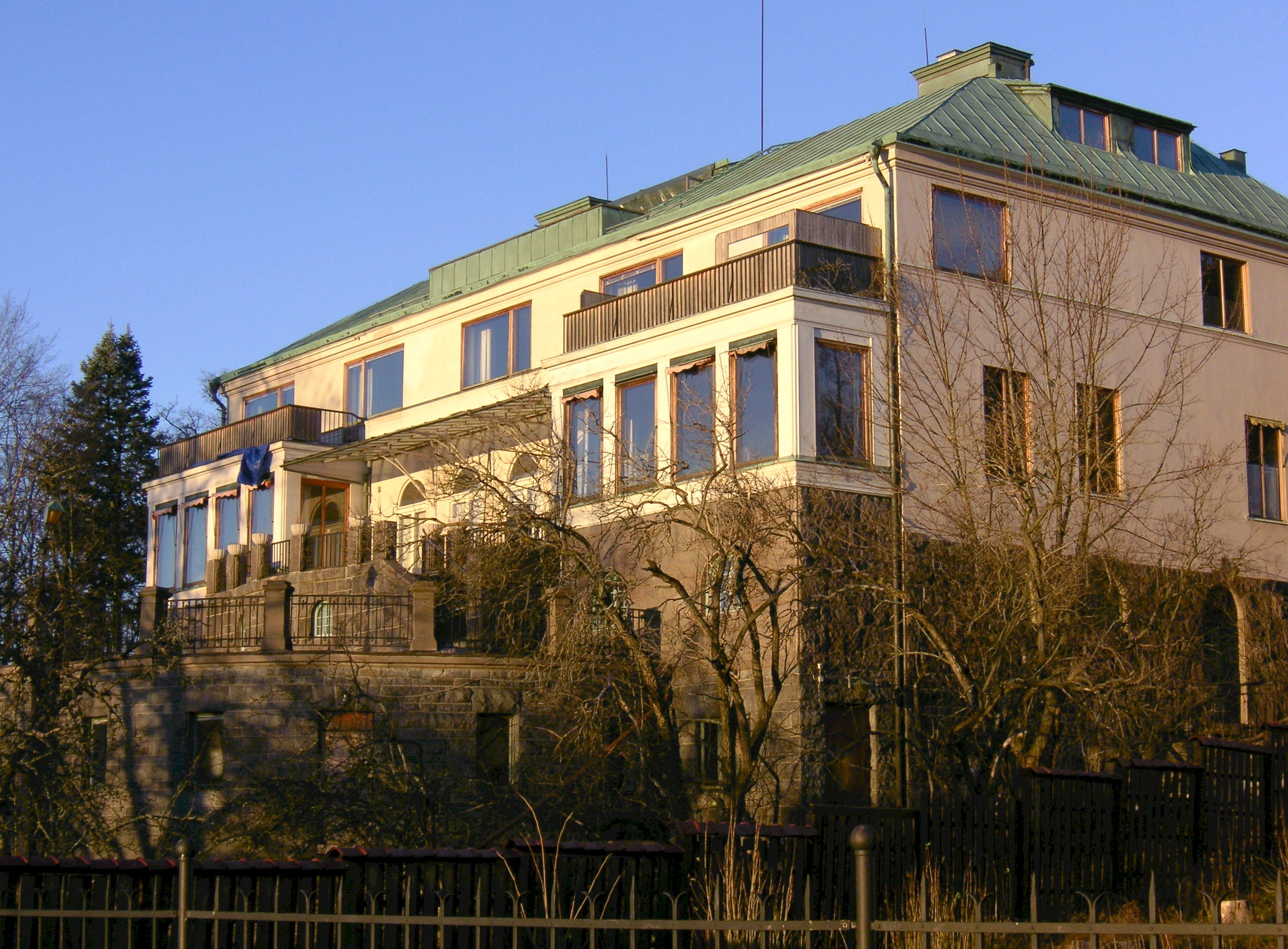
Villa Ekudden
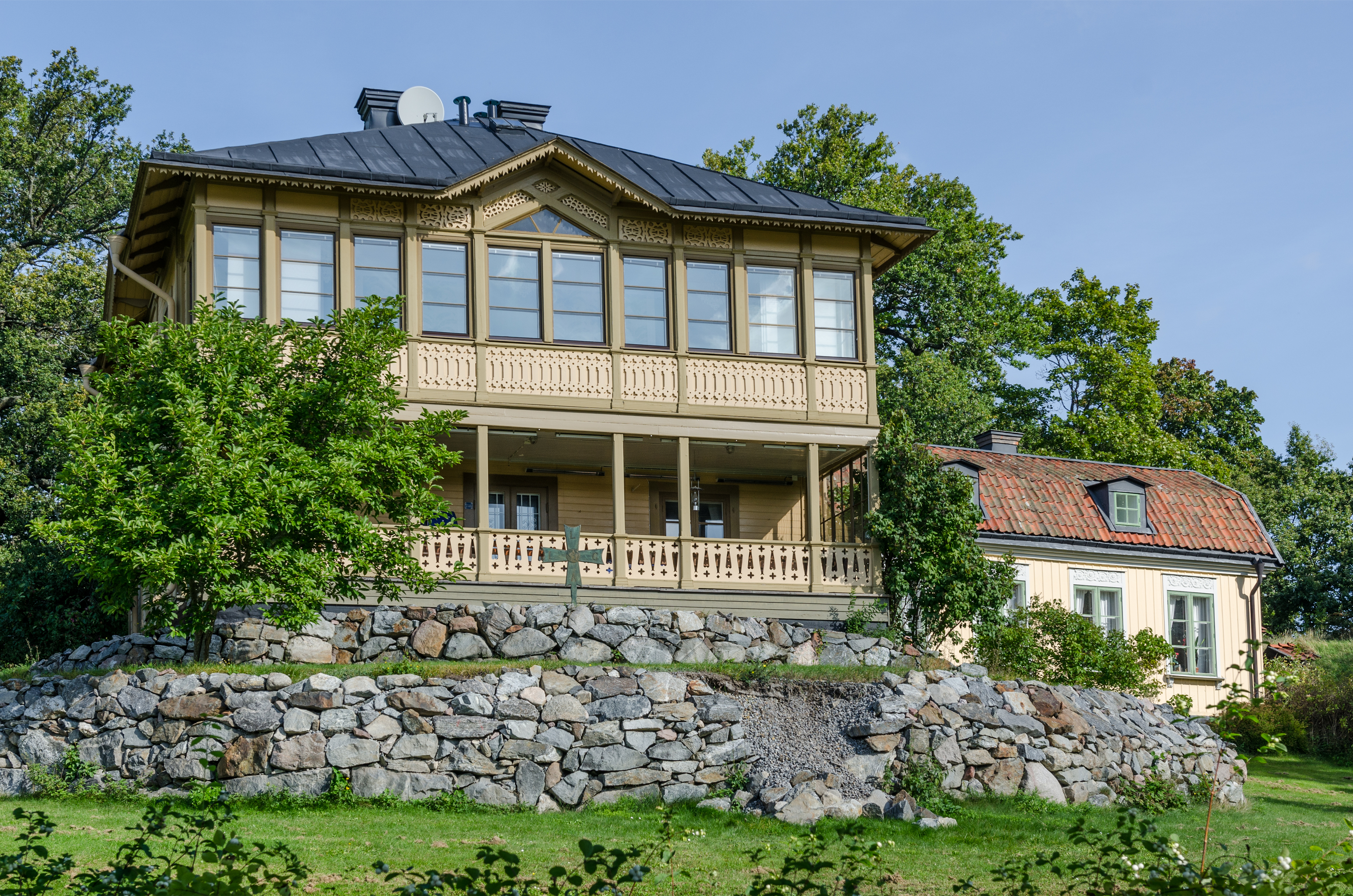
Villa Johannisberg
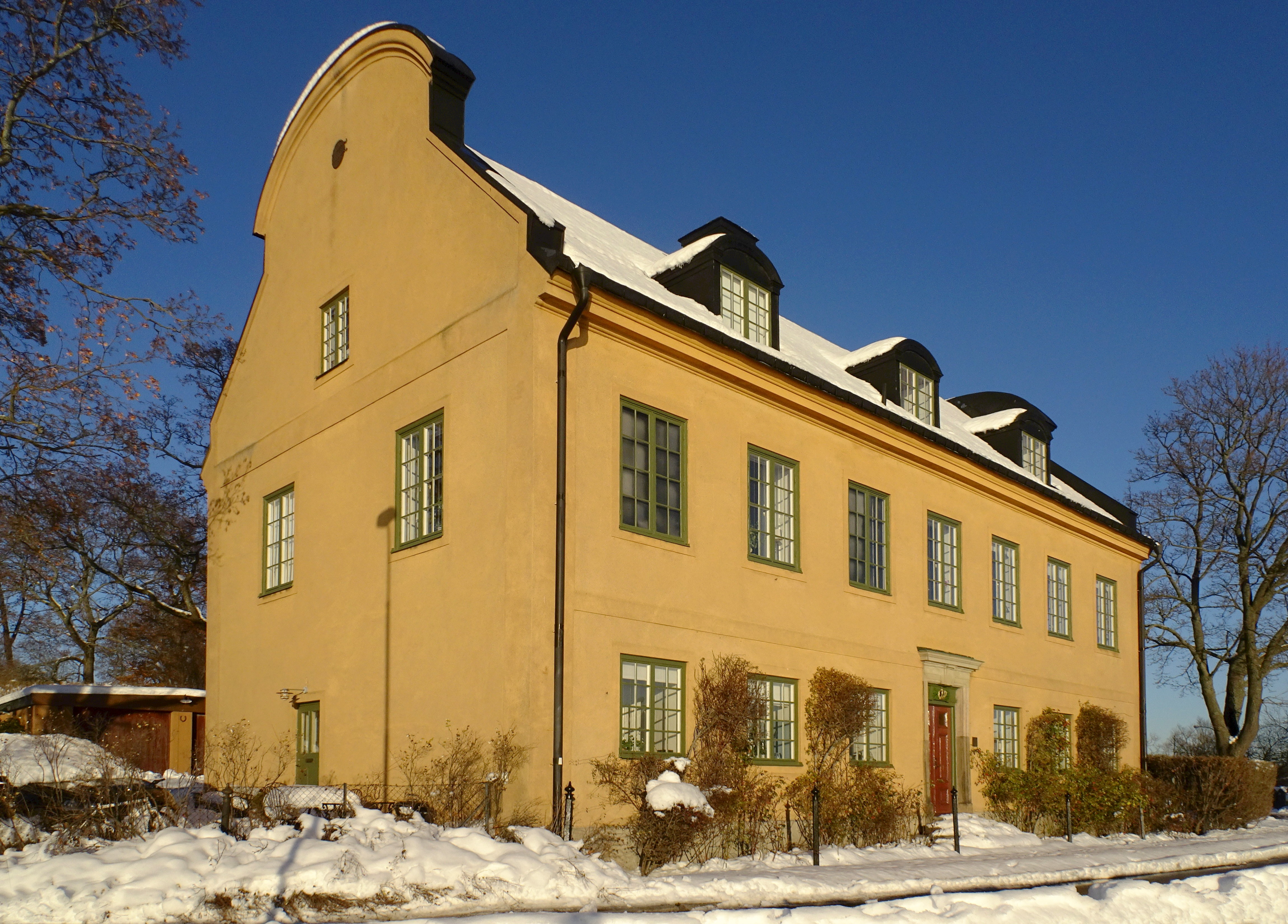
Grand Sjötullen
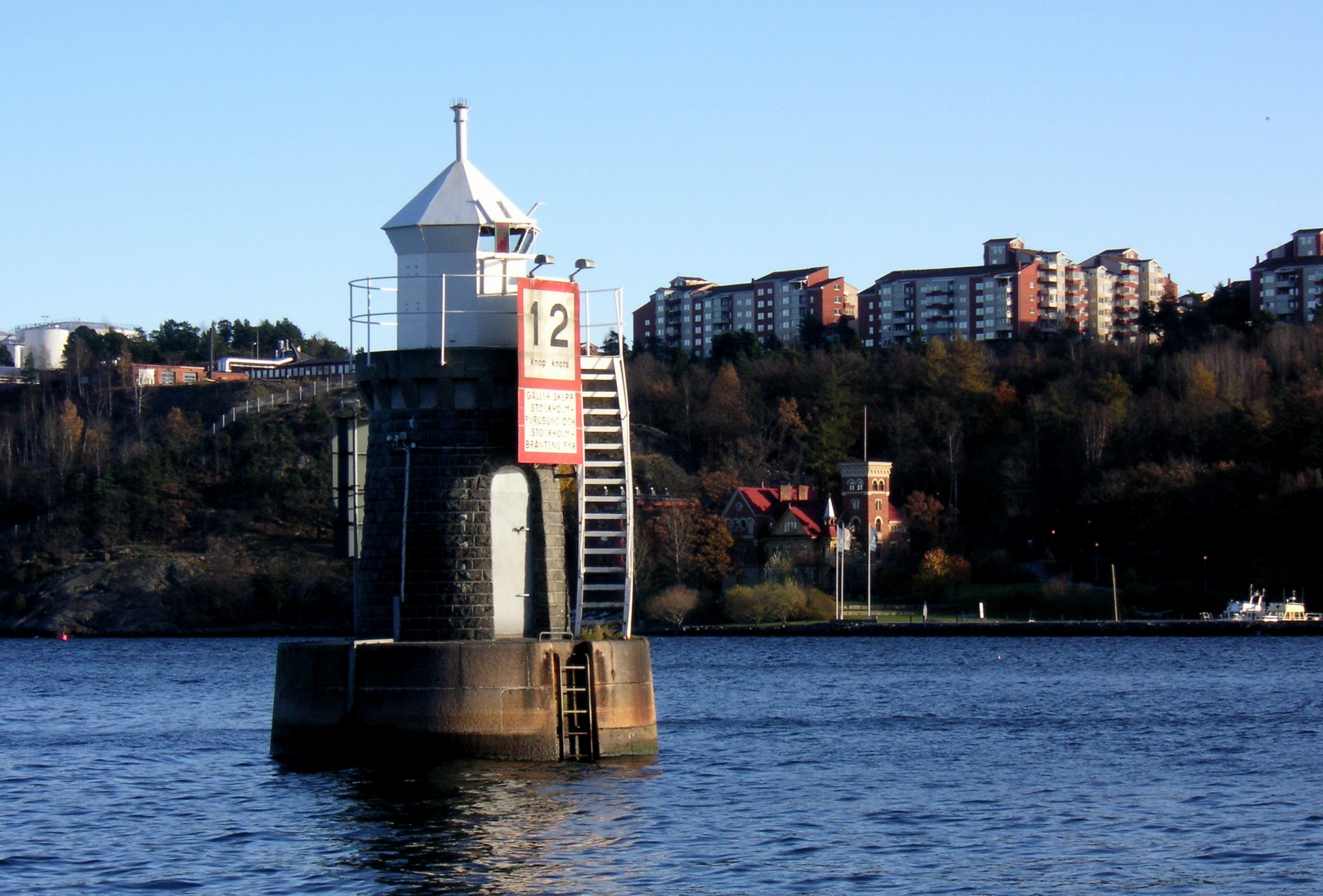
Le phare de Blockhusudden